# Messincourt
Messincourt település Franciaországban, Ardennes megyében. Lakosainak száma 588 fő (2022. január 1.). Messincourt Escombres-et-le-Chesnois, Osnes, Pure és Sachy községekkel határos.

## Népesség
A település népességének változása:
| Lakosok száma | 677  | 618  | 555  | 581  | 617  | 618  | 612  | 604  | 605  | 588  |
|               | 1968 | 1982 | 1990 | 2006 | 2013 | 2015 | 2017 | 2019 | 2020 | 2022 |